# Еврейская культура

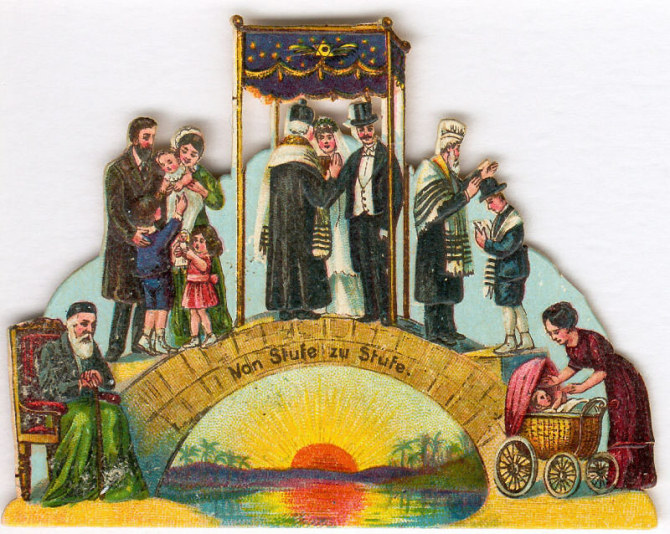
Лестница жизни еврейского мужчины, начало XX века

Еврейская культура — культура еврейского народа. Существует общая духовная и материальная культура евреев, включающая иудаизм, иврит как общий язык еврейской культуры и религии, галаху — письменное и обычное право иудаизма, и связанные с нормами иудаизма обычаи и традиции. Иудаизм может определяться не только как религия, но и как культура и цивилизация, включающая в себя также светскую составляющую. В то же время имеются значительные различия еврейской культуры в разных регионах и общинах. Имеет связь с культурой Израиля.
Центральное место в еврейской культуре и религии занимает Земля Израиля (Эрец-Исраэль). Общая материальная культура евреев включает нормы кашрута, обязанность мужчин и замужних женщин покрывать голову и др.
В рамках еврейской культуры сложились Библия и иудейское религиозное учение, составившие основу двух наиболее распространённых мировых религий — христианства и ислама. Посредством этих религий ценности еврейской национальной культуры стали достоянием общечеловеческой культуры.

## Земля Израиля
Библейское предание начинает жизнеописание Авраама, считающегося родоначальником еврейского народа, уроженца Ура Халдейского в Месопотамии, словами: «И сказал Господь Аврааму: пойди из земли твоей, от родства твоего и из дома отца твоего в землю, которую Я укажу тебе» (Быт. 12:1) — в землю, позже получившую название Земля Израиля, согласно Библии, обетованную Богом потомкам Авраама.
Библейские тексты отмечают духовную связь народа Израиля и обетованной ему Богом земли и утверждают о неизбежности их конечного воссоединения: «…возвратит Господь, Бог твой, изгнанных твоих… и опять соберет тебя из всех народов, среди которых рассеял тебя Господь, Бог твой… И приведет тебя Господь, Бог твой, в землю, которой владели отцы твои, и будешь ты владеть ею…» (Втор. 30:3, 5); «И возвращу Я изгнанных народа моего, Израиля… И насажу Я их на земле их, и не будут они больше вырваны из земли своей, которую Я дал им» (Амос. 9:14, 15).
В Земле Израиля евреи сформировались как народ из разных племён общего происхождения, в этой земле существовало еврейское суверенное государство, в ней сложился духовный и религиозный облик еврейского народа, были созданы ценности национальной культуры, сложилась Библия, мировоззрение которой составило основу иудаизма. Страна Израиля как независимая геополитическая культурная единица существует только в контексте еврейской истории. Ранее обоснования в ней израильских племён эта территория представляла собой разнообразные ханаанские города-государства, часто подвластные Египетскому царству.
Земля Израиля является исторической родиной еврейского народа, связь с которой сохраняется в течение всей истории евреев. Религиозное мировоззрение еврейского народа основывается на мессианстве, вере в избавление человечества и возвращение евреев в Эрец-Исраэль. Это упование отражено в духовном творчестве еврейского народа в течение веков жизни в диаспоре. Неоднократно возникавшие мессианские движения стремились к чуду избавления.
Предположительно, уже вскоре после разрушения Второго храма в читаемую трижды в день молитву Амида включается бенедикция киббуц галуйот, представляющая собой обращенную к Богу мольбу о возвращении евреев, находящихся в странах изгнания, в Землю Израиля: «Собери нас вместе с четырех концов земли в страну нашу». Идея грядущего объединения рассеянных по миру частей еврейского народа и восстановления еврейской государственности проводится талмудической литературой. Согласно с этим ряд средневековых раввинских авторитетов, включая Нахманида, провозглашали проживание в Земле Израиля в качестве одного из важнейших предписаний иудаизма (мицвот).
В то же время Священное Писание, учения большинства позднейших религиозных авторитетов, и формировавшееся под их влиянием общественное сознание осмысляли конец галута в контексте мессианской эсхатологии. Согласно этой концепции, избавление, которое понимается как национальное освобождение, полностью зависит от воли Божьей, выразителем которой будет Его посланник — Мессия. Как один из аспектов будущего общего переустройства мира, избавление не может произойти по воле человека или группы людей. Эсхатологическая трактовка избавления являлась преобладающей до начала эпохи Хаскалы, и национальные стремления евреев могли выразиться в это время только в форме мессианских движений, многие из которых включали призывы к массовому переселению в Землю Израиля, а иногда сопровождались также практическими действиями, как, например, крупнейшая в Средневековье алия ашкеназов, совершённая в 1700 году под руководством Иехуды Хасида ха-Леви, бывшего тайным последователем Шабтая Цви.

## История
Библеист Марк Смит отмечал, что современные археологические данные позволяют поставить под сомнение сложившиеся представления, согласно которым хананеи и израильтяне были носителями принципиально разной культуры. Материальная культура региона демонстрирует множество точек соприкосновения этих культур периода железного века I (около 1200—1000 годы до н. э.). Израильская культура восходит к ханаанской и была сама в значительной мере ханаанской.

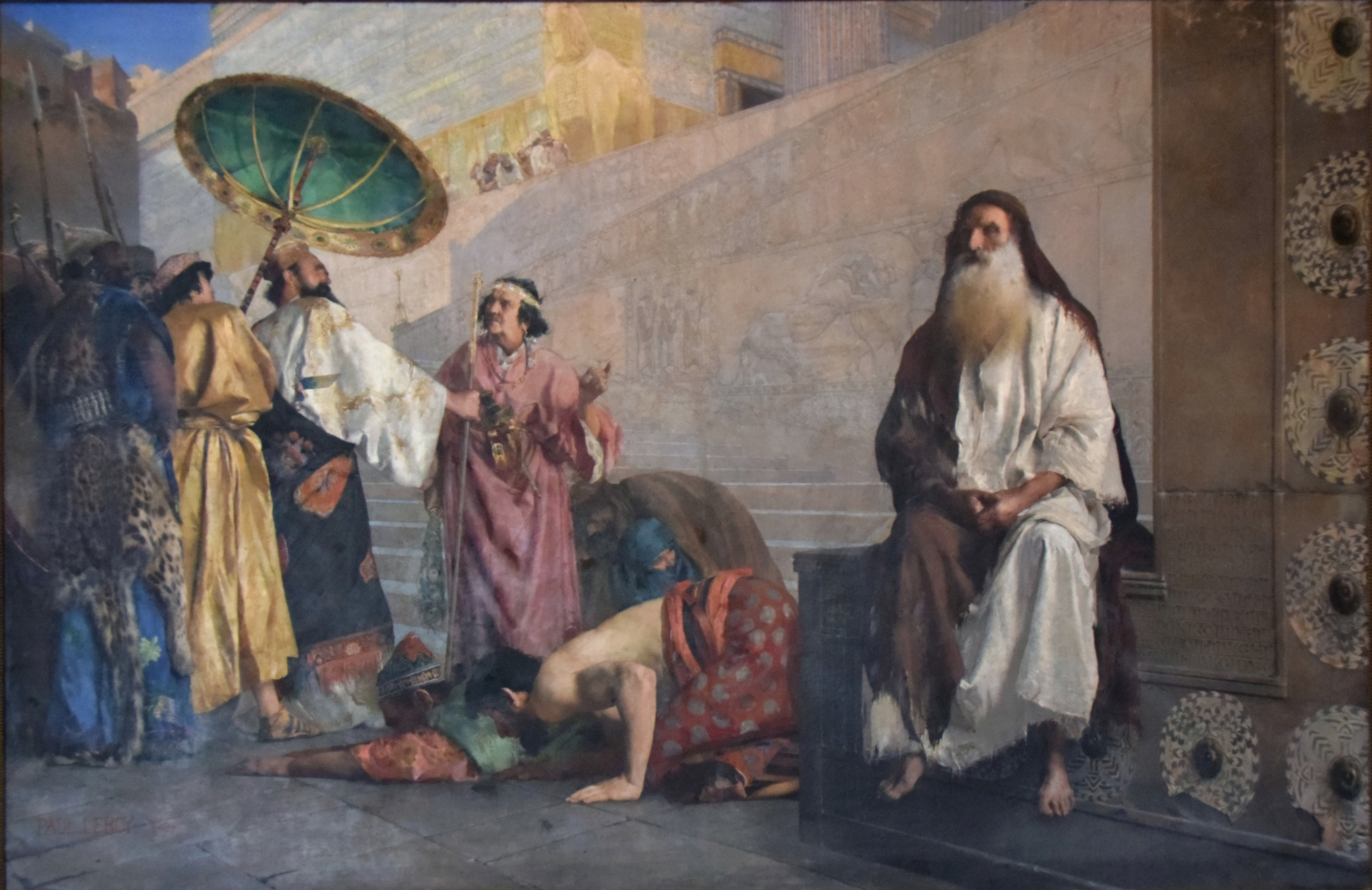
Все преклонились перед Аманом, кроме Мардохея, Аман и Мордехай, Леруа, Поль, 1884

С падением Нововавилонского царства в 539 году до н. э. часть еврейского народа вернулась в Иудею, где ими был возведён Второй Иерусалимский храм, ставшего центром возобновления государственной и этнической консолидации народа. С этого времени формируется крупная еврейская диаспора, тогда как символическим и культурным центром остаётся Израиль. В эпоху его подчинения Птолемеям и Селевкидам в IV—II веках до н. э. еврейская культура подверглась эллинизации, и среди евреев помимо древнего иврита и арамейского языка получает распространение койне, форма древнегреческого языка. Еврейская диаспора (галут, рассеяние) имела несколько сменявших друг друга центров сложения еврейских этнических групп — эдот, которые при отличиях в языке и бытовой культуре обладали однако общим самосознанием, включая Бавель (Месопотамия, Закавказье, Курдистанское нагорье) в V—XI веках, Сефарад (Пиренейский полуостров) — начало н. э. — около 1492 года; Ашкеназ (Центральная Германия и страны Восточной Европы) — X — середина XX века. Диаспора сформировала ряд скреплявших её институтов, социальных моделей и этнонациональных или религиозных символов, включая язык богослужения, религию, ценности, социальные нормы и нарративы об исторической родине. С течением времени сообщество приспосабливалось к среде данной страны и само становилось центром культурного творчества, однако в течение всего галута присутствует идея возвращения на историческую родину.
В галуте евреи были лишены полноты социально-экономических прав, что стало одним из факторов формирования специфической культуры. Повсеместно для евреев была ограничена сельскохозяйственная деятельность, в результате чего главными их занятиями являлись ремесло и торговля, для некоторой части народа — предпринимательство и ростовщичество, свободные профессии. Большая часть еврейского народа проживала в замкнутых общинах, кегила, расположенных городскими кварталами — гетто в Италии и Германии, жудерия на землях Испании и Португалии, меллах в странах Северной Африки, махалла в Иране и государствах Центральной Азии — либо небольшими городками в странах Восточной Европы, «местечками». Самоуправляемую общину, кагал, возглавляла экономическая элита, включая гвира («сильный»), парнаса («кормилец») и раввинат. У евреев сохранялись элементы большой семьи. В странах Ближнего и Среднего Востока до середины XX века практиковалось многожёнство. Нормативную моногамию ввели ашкеназы в X веке. Ультраортодоксальная среда имеет традиции левирата, сорората и ортокузенных патрилатеральных браков. Системы еврейского родства представлены линейным и бифуркативно-коллатеральным типами. Счёт родства является патрилинейным, однако по нормам иудаизма еврейство определяется по матери-еврейке. В реформистском иудаизме евреями считаются и рождённые от отца-еврея отца, а также обладающие еврейским воспитанием.
В течение XIX века большая часть европейских евреев получила равные политические права, что сопровождали процессы реформирования иудаизма, разрушения традиционной кегилы, распада традиционных эдот и уменьшение употребления еврейских языков, а также движением хаскалы, еврейского просвещения. В XIX—XX веках европейские, а затем американские евреи осознали себя конфессиональной общностью. Одновременно секуляризованные евреи вливались в этносы своих стран. В России во второй половине XIX века в рамках хаскалы молодёжь стремится к образованию и просвещению, отказывается от своей культуры местечек и от иудаизма. Другие евреи России, а также Галиции и Румынии создали идентичность через осознание себя прежде всего этнической общностью, обладающей этнической религией. Формируются этнополитические направления, включая сионизм, идеологию возвращения на Землю Израиля, и автономизм, заключающийся в борьбе за создание национально-культурных автономий. После возрождения государства Израиль израильтянами создаётся центр новой этничности евреев. Еврейская диаспора в государствах Америки, Западной и Центральной Европы, Австралии, Новой Зеландии, Южной Африки развивается на основе конфессиональной идентичности с опорой на синагогальные общины. Происходит распад сохранившихся традиционных эдот, образованных горскими, бухарскими, грузинскими евреями и др.

## Язык
Древнееврейский язык, первый язык еврейской культуры, потерял функцию вербальной коммуникации и, получив форму «языка святости», лашон-акодеш, действовал до Нового времени как основной письменный язык религии, литературы, образования, культуры и деловой сферы. В XIX веке древний иврит был возрождён в форме иврита, который с середины XX века получил роль официального и главного разговорного языка евреев Израиля. В диаспоре древний иврит продолжает действовать в качестве основного языка иудаизма.

## Мифология
В 1-м тысячелетии до н. э. у древних изрильтян на основе общей западносемитской мифологии начала складываться еврейская (или иудаистическая) мифология, ставшая основным элементом еврейского фольклора, повлиявшего на священные тексты иудаизма. Еврейская мифология оказала глубокое влияние на христианскую и мусульманскую мифологию, а также на мировую культуру в целом. В свою очередь и сама еврейская мифология в процессе своего развития подверглась влиянию мифологий других культур. Данные археологии позволяют сопоставить библейский рассказ с источниками по древней ближневосточной мифологии. На ранней стадии своего развития еврейская мифология представляла собой переработку западносемитской мифологии в направлении развития монотеизма. Значительная часть сказаний Пятикнижия относится к протоеврейским мифам. Даже став частью Торы, они продолжали оказывать влияние на формирование народных легенд, хотя этиологические элементы мифов были вытеснены в процессе развития нормативного иудаизма. Среди библейских сказаний по содержанию различаются космогонические, топонимические, этнографические, исторические и героические. В шумеро-аккадской мифологии также развиты мотивы водного хаоса как исходного состояния мира, изгнания из рая, потопа и др., но в Библии эти мифологические элементы подчинены идее правосудного гнева Бога и концепции монотеизма. Концепция широких устных контактов еврейской и греко-римской мифологий в эллинистическую и талмудическую эпохи является основой сравнительного подхода к изучению легенд, сохранившихся в апокрифах, псевдоэпиграфах, Талмуде и Мидраше.

## Фольклор
Еврейский фольклор включает народные словесность, театр, музыку, танец, изобразительное искусство, в том числе архитектуру и декоративно-прикладное искусство, а также образ поведения и народные обряды, в том числе поверья и обычаи. Разновидности еврейского фольклора связаны друг с другом, что наиболее проявляется в ходе праздников. Организующим началом Песаха выступает Пасхальная Агада, в которой описан ритуал седер. Процесс чтения Аггады предполагается перемежать исполнением песен и легенд. Важное значение имеет прикладное искусство, в котором основными являются еврейские фольклорные мотивы, включая кубок, предназначенный пророку Илии и иные столовые принадлежности, а также вышитые скатерти и салфетка для мацы. В том же изобразительном народном искусстве выполняется оформление Агады, богаче иллюстрированной, чем сиддур и менее строгий махзора.
На еврейский фольклор повлияли культуры различных соседних народов, в особенности в эпоху галута. Этот фактор, а также существенная разница в условиях жизни разных еврейских общин способствовали формированию больших региональных отличий, которые могли превосходить местные особенности фольклора других народов. В то же время для еврейского фольклора характерна самобытность, определяемая единством духовной культуры. Фольклором еврейского народа было адаптировано большое число универсальных и местных традиций, с течением времени получивших характерные для еврейской культуры черты.
Многие сравнительно поздние еврейские этиологические сказания представляют собой осколки древних мифов. Большинство из них «узаконивают» недавно возникшие или заимствованные обычаи, с целью чего подчёркивается их древнее происхождение. Большая часть распространённых еврейских этиологических сказаний, которые объясняют происхождение необычных явлений или укоренившихся обычаев и не имеют освящённого законом объяснения в письменных источниках, представляют собой разработку библейского эпоса, опиравшегося на универсальные мифологические архетипы. Это явление имеет место и в европейском фольклоре. Так, оригинальный сюжет Мидраша (Танх., Моах 13; Быт. Р. 36:3—4) о Ное, насадившем виноградник с помощью Сатаны, в европейском фольклоре трансформируется в типичную этиологическую сказку, объясняющую свойства вина. Однако если большинство нееврейских изводов этого сказания носят не дидактический, а чисто этиологический характер, то в еврейских версиях на первый план выступает нравоучительная идея — суровое осуждение пьянства как истока всех пороков, разрушающих человека, благодаря чему сказание приближается к поэтике притчи.

## Изобразительное искусство
Еврейское искусство основано на древних иудейских традициях и обрядности которые, восходят к эпохе расцвета Иудейского и Израильского царств. Традиционное искусство евреев аниконическое — неизобразительное. Искусство воспринимало влияния, и в античный и ранневизантийский периоды мало чем отличалось от искусства других народов Ближнего Востока. Однако, несмотря на внешнюю стилевую общность ею были созданы типы зданий и формы художественных изделий, композиции и орнаментальные мотивы, которые имели связь только с иудейской религией и отражали стремление евреев к сохранению своей древней культуры и противостояние экспансии эллинистических культуры и мировоззрения.
Архитектурный стиль синагог развивался от античных форм для ранних сооружений и мавританского стиля горных каменных синагог, имевших 3-5 нефов — со Средних веков — до молитвенных деревянных домов в стиле нароодного зодчества в странах Восточной Европы и построек XX века в стилях современной архитектуры, созданных американскими архитекторами Луиса Салливеном, Луиса Кана и др.). К числу значительных явлений новейшего еврейского искусства принадлежат работы Марка Шагала — цикл работ «Библейское послание Марка Шагала», ансамбль витражей «Двенадцать колен Израилевых», выполненныый для синагоги Медицинского центра «Хадасса» в Иерусалиме (1960—1962).

## Кухня
Еврейская кухня имеет восточное, или сефардское и западное, или ашкеназское направления. Для восточной характерно широко использовать специи, оливковое масло, бобы, баранину. В западной кухне используют говядину, курицу, овощи, которые приправлены сахаром и луком. Во всей диаспоре на шаббат готовятся халы, плетёный хлеб, обсыпанный маком или кунжутом; рыба, фаршированная в ашкеназской традиции или жаренная с использованием пряных приправ — в восточном направлении; чолнт, хамин, жаркое из мяса и бобов на долгом огне. В Рош а-Шана, праздник Нового года, едят сладости и яблоки в меду. Для праздника Хануки приняты мучные и картофельные блюда, готовящиеся в кипящем масле. В запрет употреблять хамец, квасной хлеб в неделю Песаха на западе входит исключение всех видов злаков или бобовых, которые готовятся в воде или другой жидкости. Восточная традиция на Песах, напротив, включает кушанья, в основе которых бобовые, рис, кукуруза и др.

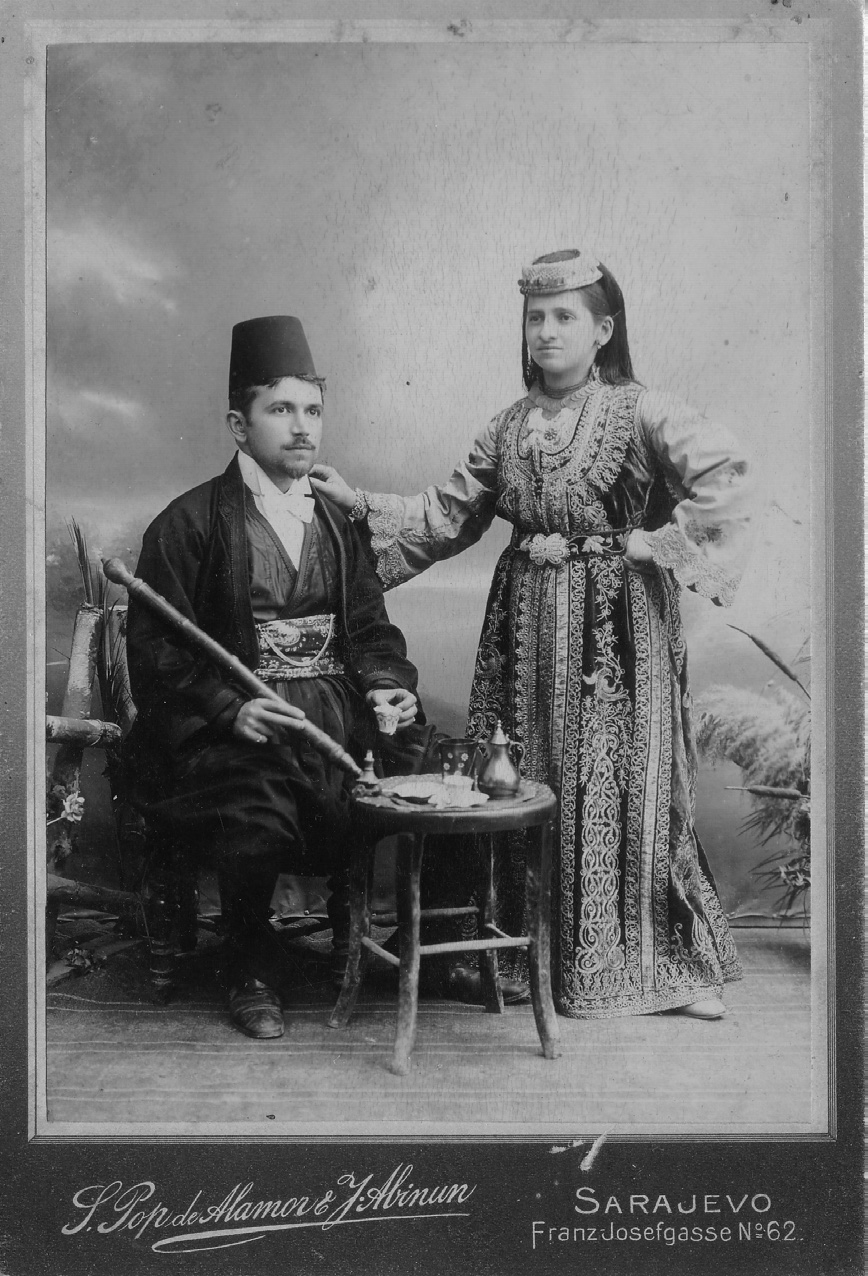
Сефардская пара из Сараево в традиционной одежде, 1900
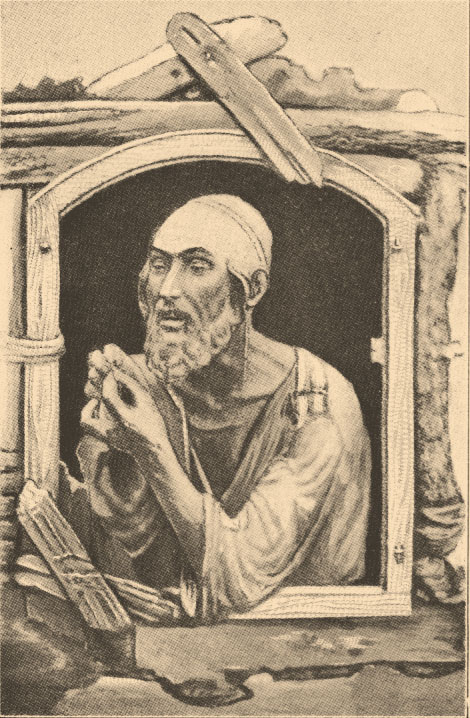
Еврей-портной, иллюстрация из Еврейской энциклопедии Брокгауза и Ефрона
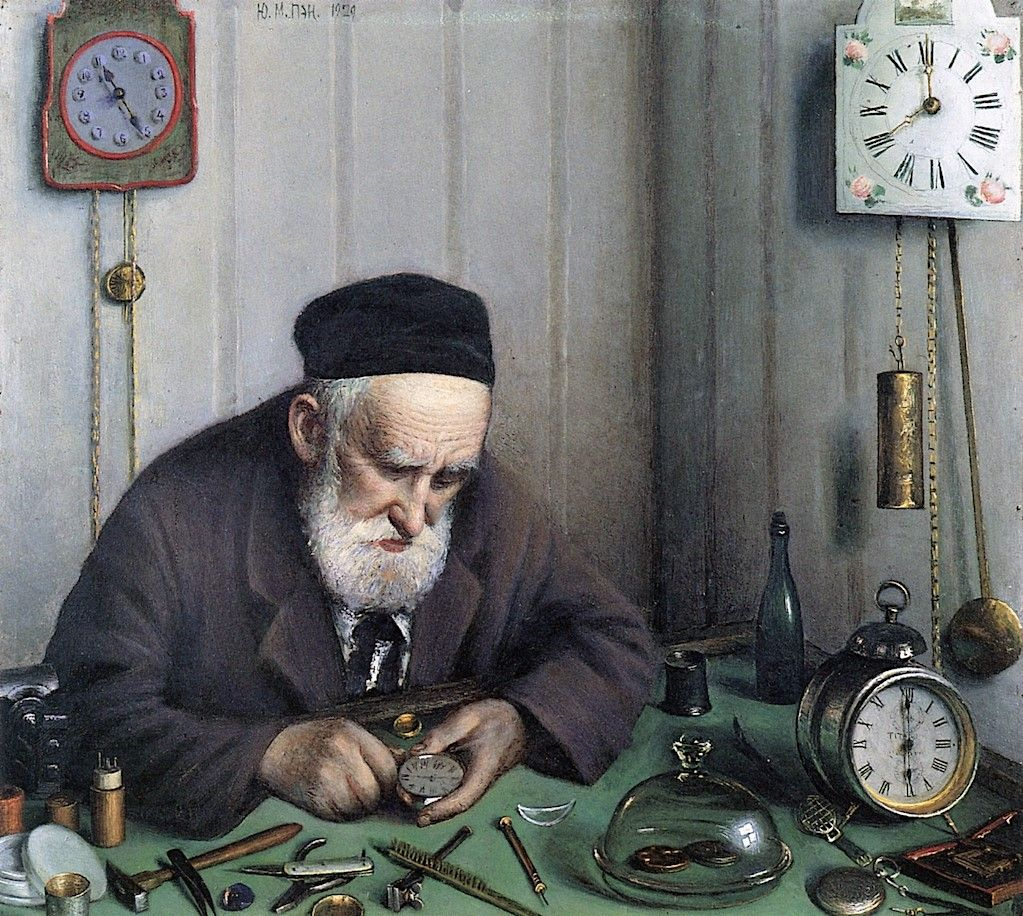
Часовщик, Юдель Пэн, 1924
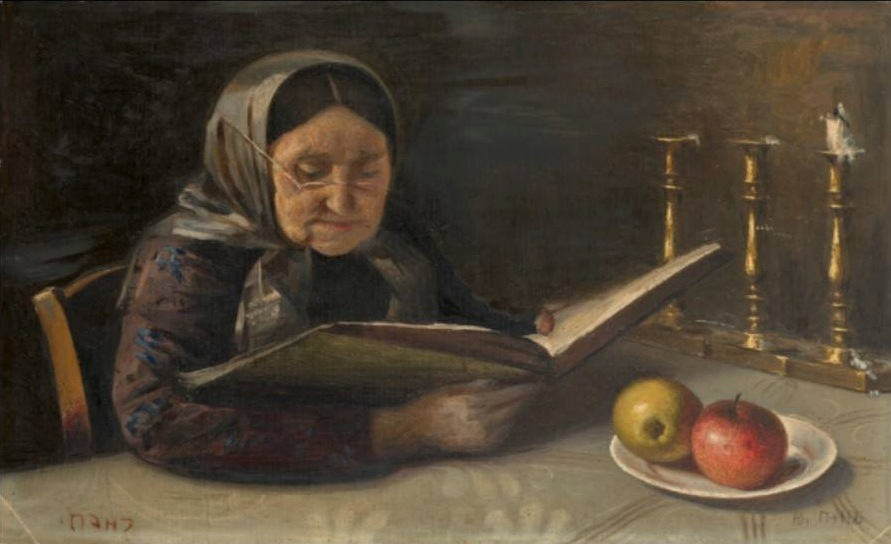
Читающая старушка, Юдель Пэн, 1907
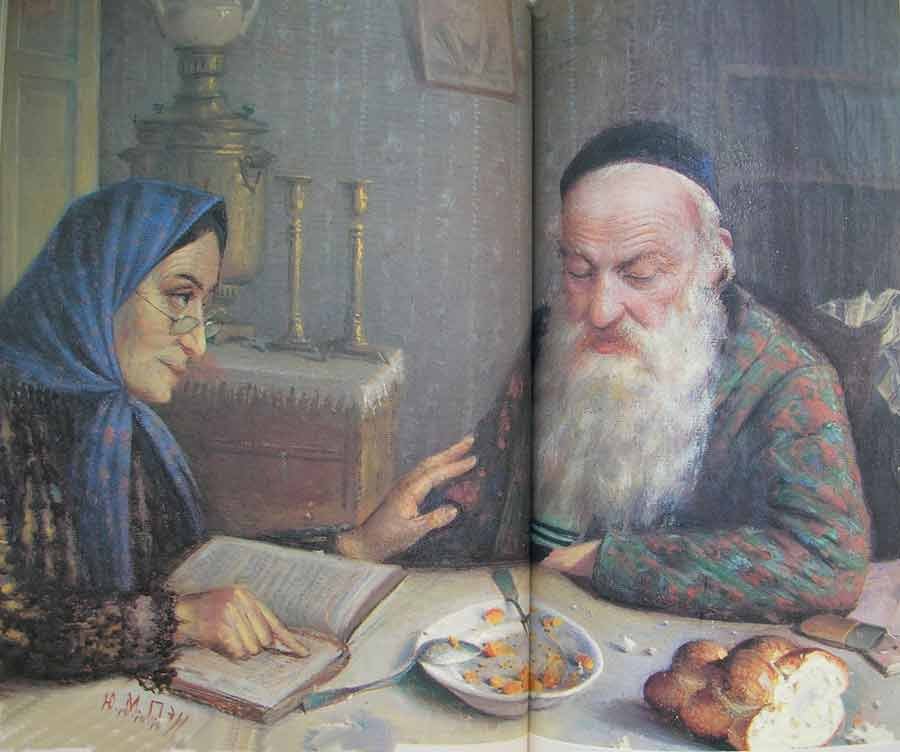
Субботний ужин, Юдель Пэн,  1920-е